# Sint-Catharinakerk (Wellerlooi, 1888)
De Sint-Catharinakerk was een rooms-katholieke kerk aan de Rijksweg Zuid 19 in Wellerlooi.
De kerk werd in 1886-1888 aan de Rijksweg gebouwd, voor het in 1881 gestichte rectoraat Wellerlooi, dat in 1894 tot parochie verheven werd. Architect Johannes Kayser ontwierp een zaalkerk in neogotische stijl. Het schip telde vier traveeën, gevolgd door het lagere priesterkoor. De kerk was overdekt met een zadeldak. De gevels waren voorzien met de voor het oeuvre van Kayser typerende trapgevels.
Wellerlooi lag in december 1944 in de frontlinie van de gevechten tussen de Duitsers en de geallieerden. Nadat Duitse soldaten de toren van de Sint-Catharinakerk als uitkijkpost gebruikten werd het gebouw door de Engelsen op 6 december 1944 verwoest.
In 1946 werd de lagere school als noodkerk ingericht. Hierna werd een zaal voor dit doel bestemd en in 1947 werd een noodkerk, die uit de restanten van de verwoeste kerk was gebouwd, in gebruik genomen. Het gebouw fungeerde tot 1953 als noodkerk en is tot op heden als bedrijfspand in gebruik.
Begin jaren 50 werd een nieuwe Sint-Catharinakerk gebouwd, aan de Catharinastraat, naar een ontwerp van Pierre Weegels. Deze kerk werd op 19 december 1953 ingewijd en is tot op heden in gebruik.

## Bron
- Kerkgebouwen in Limburg - Wellerlooi, Catharina